# 進学指導特別推進校
進学指導特別推進校（しんがくしどうとくべつすいしんこう）とは、東京都立高等学校改革の一環として東京都教育委員会が2007年より指定した、進学指導の充実を図り進学実績の向上に重点をおく都立高等学校。進学指導重点校に次ぐものであり、主な取り組みに大差はない。

## 主な取り組み
- 教員公募制の実施により、やる気と指導力のある教員を配置
- 日常の補習や長期休業中の講習の充実
- 一般入試に自校作成問題の導入。
  - 都立高等学校間では、2001年度に日比谷高校から始まり、2013年度までに16校が一般入試の自校作成問題を導入していたが、石原慎太郎都知事辞任直後の2013年、国分寺高校入試での一部問題流用が明らかとなり、それを理由として東京都教育委員会が2014年度から変更、グループ分けに基づくグループ作成問題に変更された。ただし、日比谷など進学指導重点校では一部自校作成問題に差し替えているが[1]、進学指導特別推進校グループにおいては、都立国際が英語のみの自校作成問題校、新宿・国分寺（これに進学指導推進校の墨田川を合わせた進学重視型単位制高校3校）が英数国のグループ作成問題校である以外は、小山台・駒場・町田がそれぞれ共通作成問題校になる。
  - なお、2018年度から、進学指導重点校グループおよび進学重視型単位制高校グループ（新宿・国分寺・墨田川）は、従来の自校作成問題校に戻した[2]。

## 指定校
- 2007年指定
  - 東京都立小山台高等学校
  - 東京都立駒場高等学校
  - 東京都立新宿高等学校
  - 東京都立町田高等学校
  - 東京都立国分寺高等学校
- 2013年指定
  - 東京都立国際高等学校
- 2018年指定
  - 東京都立小松川高等学校